# Milenge
Milenge è un centro abitato dello Zambia, parte della Provincia di Luapula e capoluogo del distretto omonimo. Amministrativamente è composto da alcuni dei comuni che formano il distretto.